# SUNNY (단체)
SUNNY는 SK에서 후원하는 대한민국의 대학생 자원봉사단이다. 자원봉사를 희망하는 모든 사람들은 써니라고 불리며, NGO, 지자체 등 지역사회와 활발한 연계활동을 통해 자원봉사활동을 실천하고 있다.
2003년 SK텔레콤의 고객자원봉사단으로 출발하여 현재는 매년 5만명 이상의 대학생이 참여하는 대한민국 최대의 대학생 자원봉사단으로 성장하였으며 자원봉사를 희망하는 모든 이들이 함께 만들어가는 자원봉사단이다. 2004년 6개 프로그램에 1만 명이 자원봉사활동을 펼쳤으며, 2007년에는 하이티쳐를 비롯해 IT봉사단, 행복병원, 행복도서관, 레저버디, 대학생 자원봉사 공모전, 지역봉사활동 등 다양한 프로그램을 통해 5만명 이상의 대학생 자원봉사자들이 다양한 활동을 하였다. 그리고 2005년부터 베트남, 중국, 몽골 등 해외에서 실시한 자원봉사활동은 2007년 "Global Sunny"라는 이름으로 자원봉사와 함께 현지 대학생들과의 문화교류를 통해 글로벌 리더로의 성장을 위한 다양한 활동도 하고 있다.2013년 현재 3대 사회문제 개선(학교폭력 없는 행복한 학교, 소외없는 행복한 노인, 장애편견없는 행복한 세상) 프로그램을 실행하고 있다.